# Bondegatan

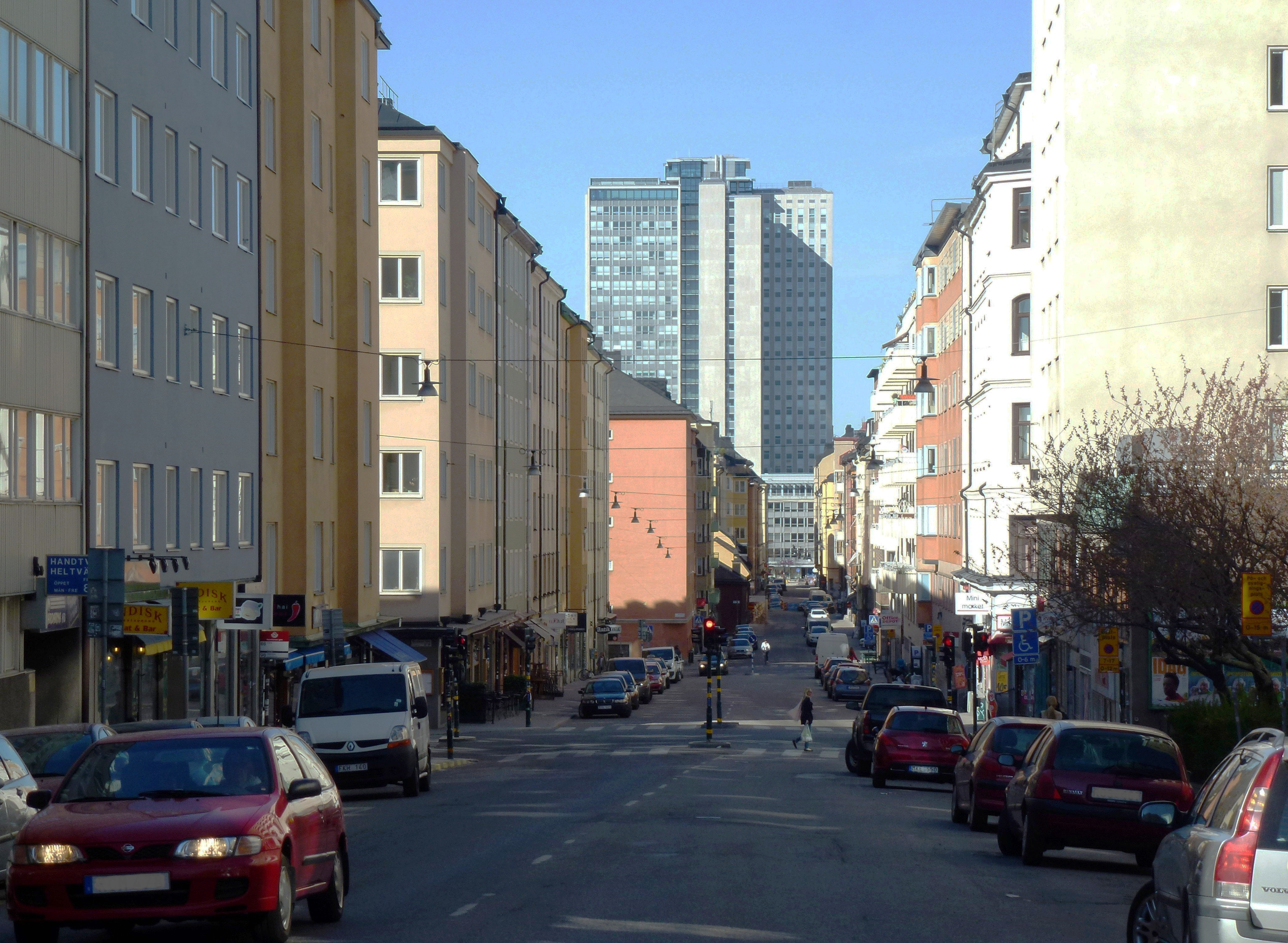
Bondegatan västerut med Skatteskrapan i fonden.

Bondegatan är en gata på Södermalm i Stockholm. Den fick sitt nuvarande namn i samband med Namnrevisionen i Stockholm 1885. Gatan sträcker sig från Götgatan i väster genom hela östra Södermalm och slutar vid Tegelviksgatan. Enligt 1885 års regleringsplan för östra Södermalm skulle Bondegatan gå ända ner till Hammarby sjö, men planen fullföljdes aldrig och Bondegatan slutade istället redan vid Tegelviksgatan.

## Historik
Namnet är känt som Boendhe gathan sedan 1600-talets mitt. Den västra delen närmast Götgatan kallas i Holms tomtbok från 1674 för Åkare Gatan eller Bonde gattan. Med ”åkare” avsågs äldre tiders transportföretag som inte tilläts ha sina vagnar, hästar och stall i den trånga innerstaden och fick istället etablera sig på malmarna. Det är oklart om med ordet ”bonde” avsågs en yrkesbeteckning eller ett familjenamn. Längs Bondegatan och i dess närhet finns en rad kvartersnamn med anknytning till ”Bonde” såsom Bonden större och mindre samt Bondetorpet, Bondesonen och Bondesonen större. Enligt Per Anders Fogelström (Stockholms gatunamn) ligger det nära till hands att det rör sig om ett slags släktnamn.

## Bebyggelse
Största byggnad vid Bondegatan är Sofia skola som uppfördes 1910 efter ritningar av arkitekt Konrad Elméus som Sofia folkskola och upptar hela kvarteret Malmen. I kvarteret Bonden större, hörnet Bondegatan / Södermannagatan, finns en liten rest kvar av Stockholms historiska trähusbebyggelse från 1700-talets första hälft. Vid Bondegatans östra slut ligger Gröna gården (Kvastmakarbacken 1A och B), en byggnad uppförd 1854 för arbetare vid Liljeholmens stearinfabrik med Arbetarebostadsfonden som byggherre och Johan Fredrik Åbom som arkitekt. Byggnaden är blåklassad av Stockholms stadsmuseum vilket innebär att husets kulturhistoriska värde motsvarar fordringarna för byggnadsminnen i kulturminneslagen. Vid Bondegatan 63–65 låg Tottieska malmgården. Den revs på 1930-talet och en del av malmgårdens huvudbyggnad flyttades åren 1932–1935 till Skansen där den är en del av stadskvarteren.

## Bilder

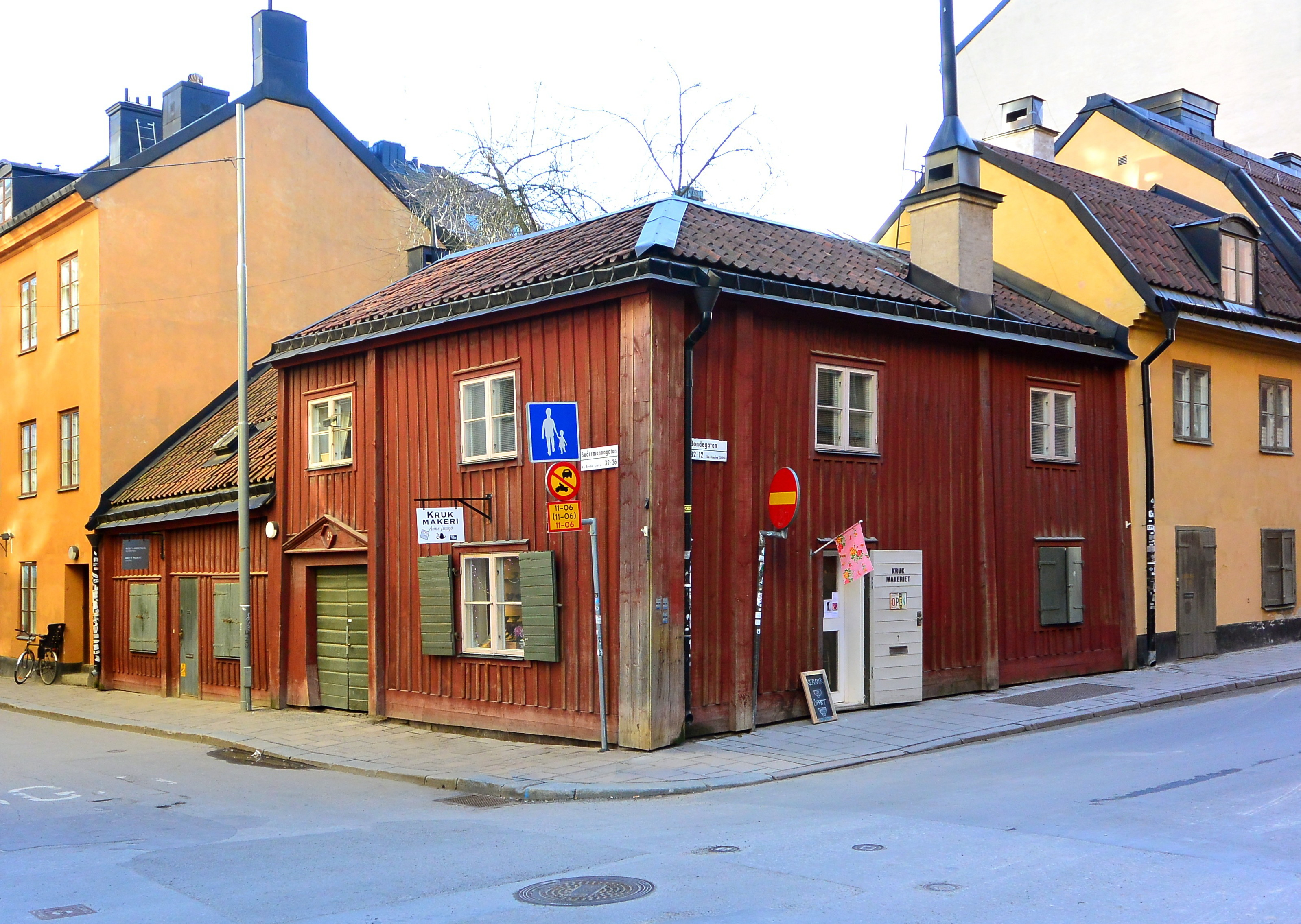
Bondegatan 32 / Södermannagatan 26 (se Bonden större 44)
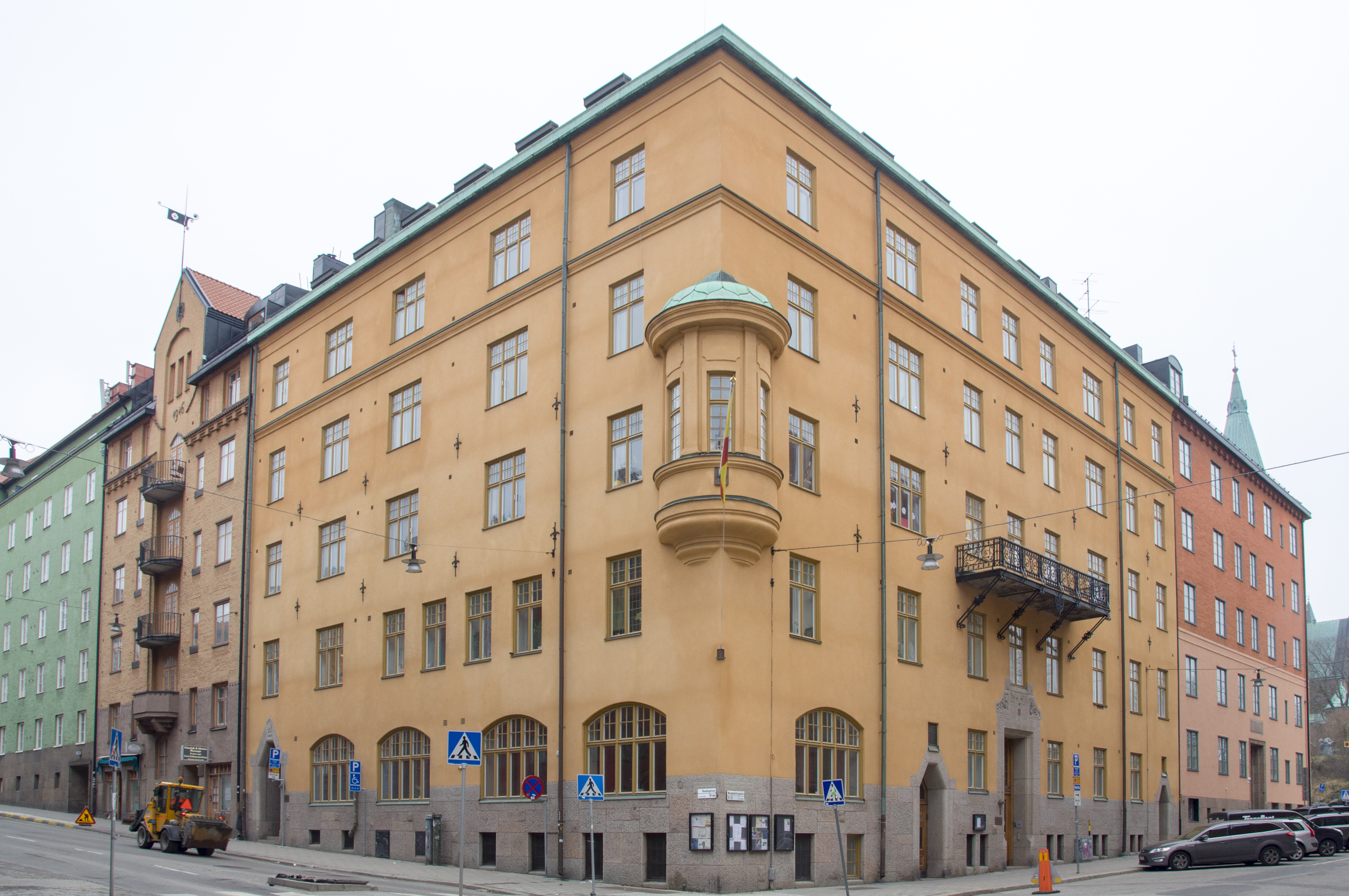
Bondegatan 66 / Borgmästargatan (arkitekt Konrad Elméus)
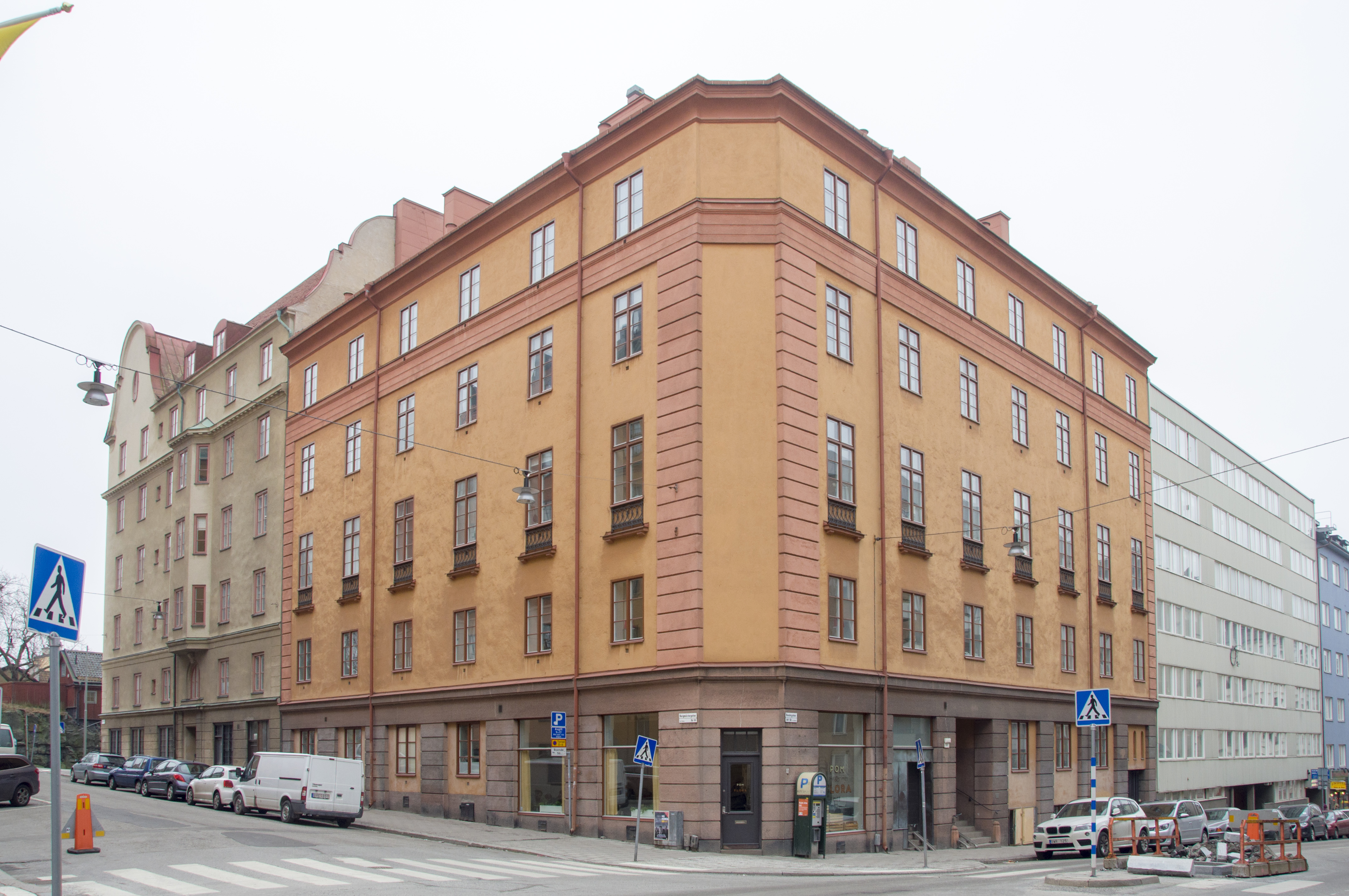
Bondegatan 64 / Borgmästargatan (arkitekt Harald Wadsjö)
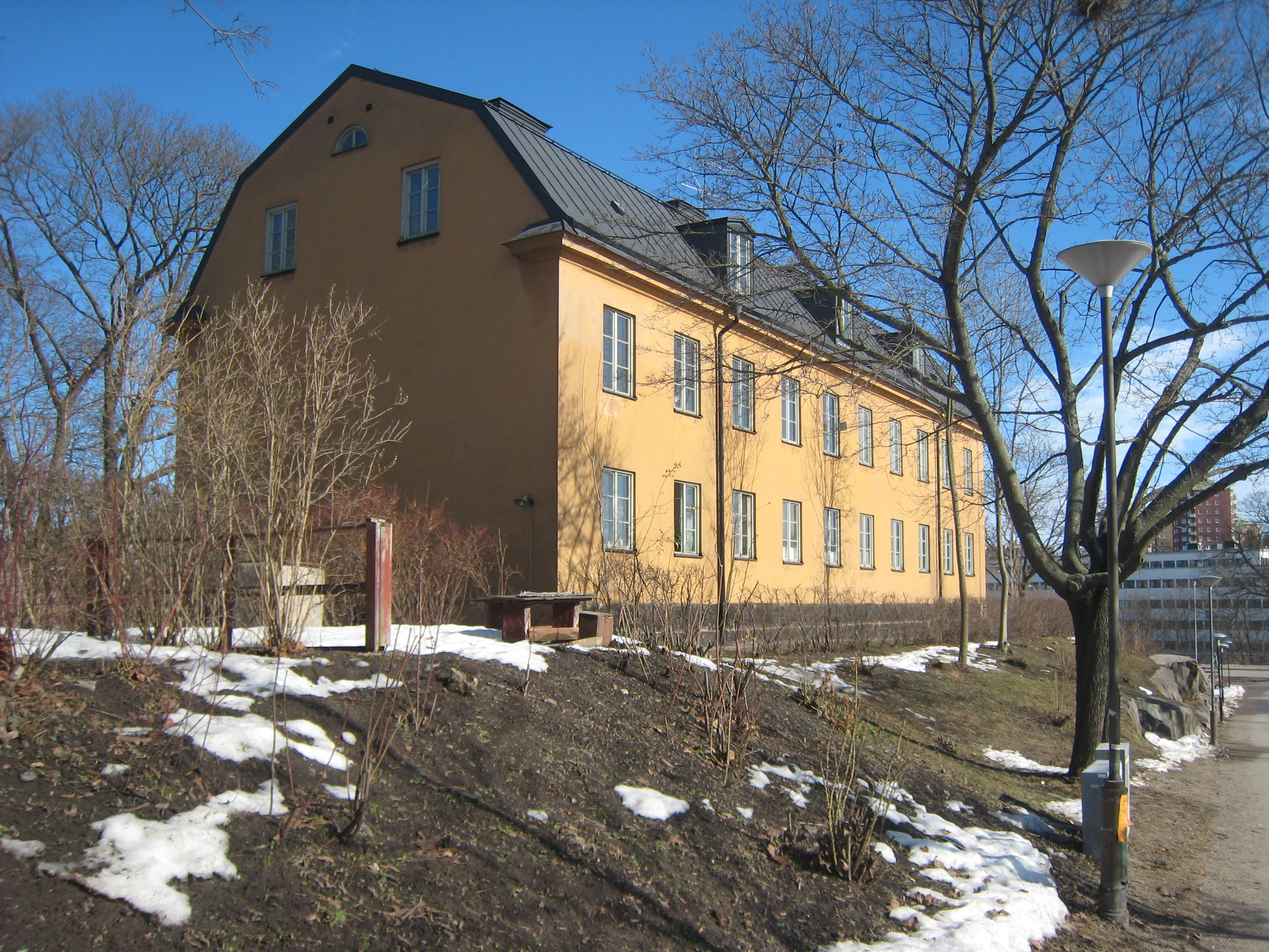
Gröna gården (arkitekt Johan Fredrik Åbom)